# Pulaski County, Arkansas
Pulaski County är county i den amerikanska delstaten Arkansas. År 2010 hade countyt 382 748 invånare. Den administrativa huvudorten (county seat) i Pulaski county är Little Rock som tillika är delstatens huvudstad. 
Pulaski County bildades 15 december, 1818 och har fått sitt namn efter Greve Casimir Pulaski, en polsk adelsman som stred i amerikanska revolutionen. 
Little Rock Air Force Base är beläget i countyt.

## Geografi
Enligt United States Census Bureau har countyt en total area på 2 092 km². 1 996 km² av den arean är land och 96 km² är vatten.

### Angränsande countyn
- Faulkner County - nord
- Lonoke County - öst
- Jefferson County - syd
- Saline County - väst
- Perry County - nordväst